# لماسينة مضلعة
لماسينة مضلعة (الاسم العلمي:Limacina costulata) هي نوع غير مؤكد من الحيوانات يتبع جنس اللماسينة من الفصيلة اللماسينية.